# Rhotanini
Rhotanini – plemię pluskwiaków z rodziny Derbidae i podrodziny Otiocerinae.
Takson ten wprowadzony został w 1913 roku przez Fredericka A. G. Muira. W 2011 roku Bernhard Zelazny i Michael Webb opublikowali dużą, monograficzną rewizję plemienia, zwiększając liczbę znanych gatunków z 116 do 294.
Pluskwiaki te mają drobne, delikatne ciało. Ich skrzydła są szersze niż u Otiocerini i wyposażone w ustawione w linii lub zgrupowane w klastry dołki czuciowe na szypułce żyłki anterokubitalnej przednich skrzydeł, której odgałęzienia są zlane na pewnej długości. Międzykrywka jest wierzchołkowo domknięta.
Przedstawiciele tego plemienia zasiedlają Afrykę, południową, wschodnią i południowo-wschodnią Azję, Australię i Oceanię.
Należy tu 8 następujących rodzajów:
- Alara Distant, 1911
- Dichotropis Muir, 1913
- Levu Kirkaldy, 1906
- Muiralevu Zelazny, 1981
- Rhotana Walker, 1857
- Rhotanella Fennah, 1970
- Saccharodite Kirkaldy, 1907
- Sumangala Distant, 1911